# Národní park Río Abiseo
Národní park Río Abiseo (španělsky Parque nacional del Río Abiseo) je jedním z peruánských národních parků. Nachází se v centrální části státu v departementu San Martín, rozprostírá se na východním úpatí Centrální Kordilery mezi řekami Huallaga a Marañón. Nadmořská výška se pohybuje od 350 m n. m. až k výškám 4 200 m n. m. Pro přírodní podmínky v národním parku je typická výšková stratifikace – teplota, vlhkost, srážky jsou proměnlivé s nadmořskou výškou. Zatímco v Amazonské nížině panuje vlhké tropické klima s vydatnými srážkami, v nejvyšších partiích panuje vysokohorské klima. Významným faktorem je též expozice svahů vůči světovým stranám. V parku se nachází 36 archeologických nalezišť z předinckého období.

## Fauna
Ze zástupců opic zde žijí chápan dlouhosrstý (Ateles belzebuth), malpa běločelá (Cebus albifrons), mirikina obecná (Aotus trivirgatus), vřešťan rezavý (Alouatta seniculus) a endemický chápan hnědý (Lagothrix flavicauda). Z větších savců lze jmenovat medvěda brýlatého (Tremarctos ornatus), jaguára amerického (Panthera onca), jaguarundi (Felis yagouaroundi), kočku pampovou (Lynchailurus colocolo). Dále zde žijí např. nosál červený (Nasua nasua), pásovec velký (Priodontes maximus), pásovec horský (Dasypus pilosus), hlodavci Coendou bicolor, Thomasomys apeco, Didelphis marsupialis, Cuniculus paca a Agouti taczanowskii.